# Uther Pendragon

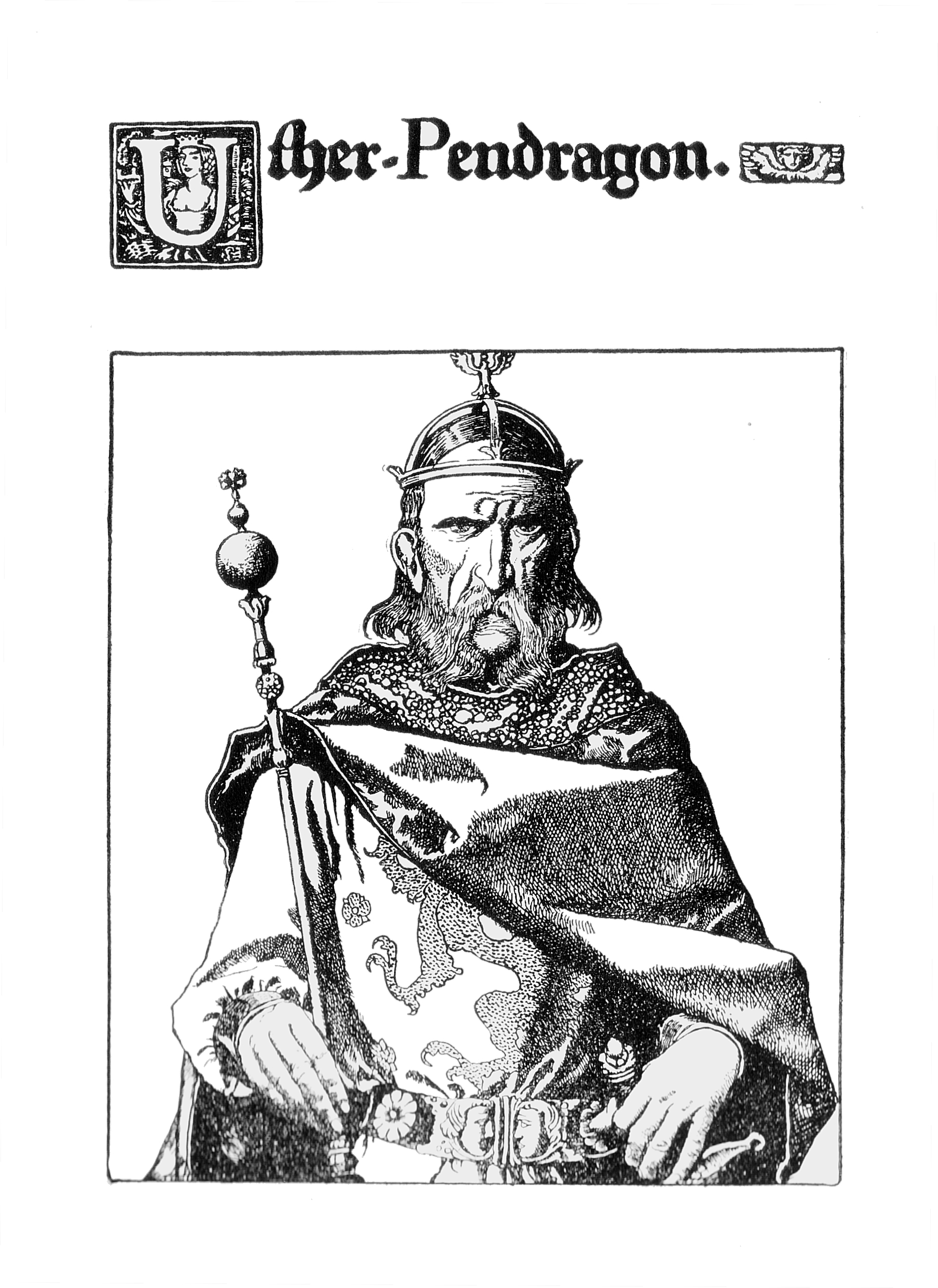
Uther Pendragon według Howarda Pyle, z The Story of King Arthur and His Knights, 1903.

Uther Pendragon (fr. Uter Pendragon; wal. Wthyr Bendragon, Uthr Bendragon, Uthyr Pendraeg) – legendarny król Brytanii, bohater legend arturiańskich, ojciec króla Artura. Razem ze swoim bratem, Ambrosiusem, obalił uzurpatora Vortigerna i objął tron. 
Pożądał żony Gorloisa z Kornwalii, Igreny. Kiedy doszło do oblężenia siedziby Gorloisa – Tintagelu, mag Merlin pomógł królowi posiąść Igrenę (zamieniając go na jedną noc w jej męża) pod warunkiem, że Uther zawróci ze swoimi wojskami i nie skrzywdzi Gorloisa. Król oszukał maga i tej samej nocy książę Kornwalii już nie żył. Niedługo po tym Uther pojął Igrenę za żonę. Z ich związku narodził się Artur, który w wieku 15 lat, nieświadomy swego królewskiego pochodzenia, przypadkowo wyciągnął miecz ze skały (zwany Mieczem z kamienia, często błędnie utożsamiany z Excaliburem) i został królem Camelotu.